# Wyzwolenie Bełżca
Wyzwolenie Bełżca – zwycięska bitwa partyzancka stoczona 21 lipca 1944 przez batalion Armii Krajowej w czasie akcja Burza przeciw wojskom niemieckim, zakończona wyzwoleniem Bełżca spod okupacji niemieckiej.

## Przebieg bitwy
Do walki o wyzwolenie Bełżca spod okupacji niemieckiej oddział Armii Krajowej przystąpił 21 lipca 1944. Oddziałem tym był batalion Armii Krajowej Obwodu Tomaszów Lubeliski. Dowodzony był przez podpułkownika Wilhelma Szczepankiewicza i liczył około 700 partyzantów. Atak zakończył się powodzeniem. W trakcie walk Niemcy stracili 3 czołgi, 7 żołnierzy poległo a 1 został wzięty do niewoli. Wyzwolony Bełżec Armia Krajowa ukrzymała w swych rękach kolejny dzień, aż do wkroczenia 22 lipca do miejscowości żołnierzy z 1 Gwardyjskiej Armii Pancernej z Armii Czerwonej.  
Następnie podjęto decycję o wspólnych działania bojowych mających na celu zdobycie Tomaszowa Lubelskiego. Po około 6 godzinach walk wojska niemieckie zostały zmuszone do oddanania Tomaszowa w ręce partyzantów z Armii Krajowej i żołnierzy z Armii Czerwonej.